# Ale el Fuerte

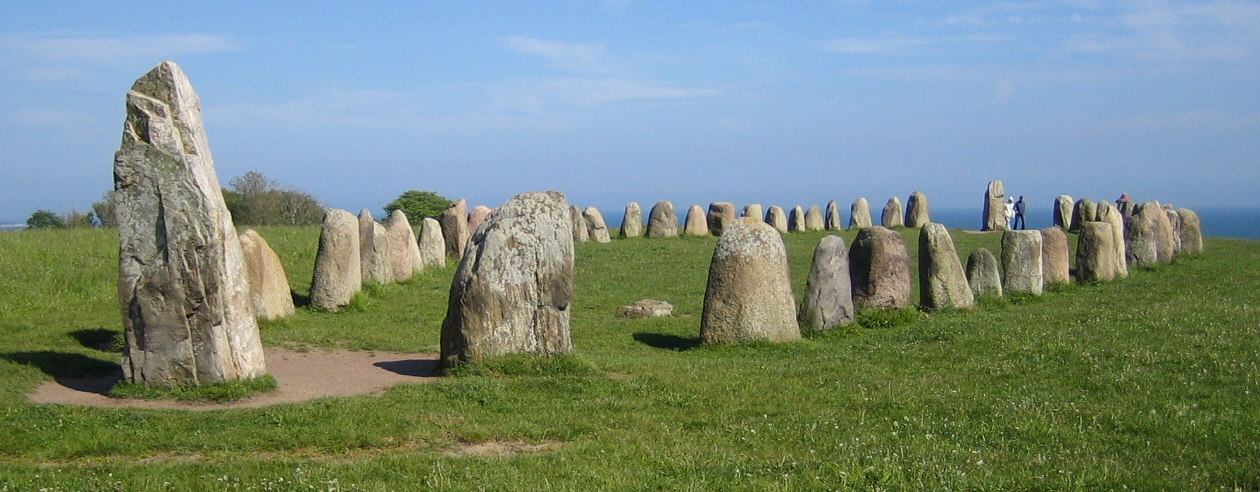
Las piedras de Ale, donde según la tradición el rey fue enterrado.

Ale el Fuerte (según Heimskringla) u Ole en la tradición escandinava, fue un caudillo vikingo de la dinastía Skjöldung (Scylding), hijo del rey Fridleif de Dinamarca y primo de Helgi (por lo tanto de Hroðgar en Beowulf). Ale luchó muchas batallas contra el rey Aun de Upsala, donde gobernó durante 25 años hasta que lo mató Starkad.
Gesta Danorum de Saxo Grammaticus es una de las fuentes que menciona el reinado de Ale:
Starkad aceptó con honor participar en el flanco guerrero del héroe noruego (Olo). No obstante, Ole había triunfado conquistando Selandia, Starkad se convenció de unirse a las fuerzas de Lennius/Lenus/Lennus para atacar y matar a Ole. Pero Ole era difícil de matar y su mirada atemorizaba a todos. No fue posible hasta que Starkad consiguió cubrir la cara de Ole que pudo matarle. Starkad fue recompensado con 120 libras en oro, pero lamentó su crimen, y vengó la muerte de Ole matando a Lennius.
Según la tradición, bajo las piedras de Ale se encuentra su sepulcro.